# Prima scelta
Prima scelta è il primo EP del rapper italiano Giaime, pubblicato il 17 luglio 2015.

## Tracce
1. Prima scelta – 3:40 (Giaime Mula, Fabrizio Vannella)
2. London Rain – 4:12 (Mula, Fabio Gargiulo, Vannella)
3. Più di tutto – 4:00 (Mula, Piermarco Gianotti)
4. Di cosa parliamo – 3:15 (Mula, Gianotti)
5. Altro che – 3:24 (Mula, Stefano Tognini)
6. Alterego – 2:51 (Mula, Paolo Monachetti)
7. Coi Giganti (feat. MastaRais e Tormento) – 4:30 (Mula, Marco Scavullo, Massimiliano Cellamaro, Daniele Mungai, Daniele Dezi)

Durata totale: 25:52